# 宣子内親王
宣子内親王（せんしないしんのう）は、醍醐天皇の第2皇女。母は更衣・源封子（源旧鑑の女）。朱雀天皇、村上天皇らの異母姉で、同母弟妹に克明親王（三品兵部卿）、靖子内親王（大納言藤原師氏室）がいた。醍醐天皇朝賀茂斎院。
延喜3年（903年）内親王宣下を受ける。延喜15年（915年）7月19日、14歳で斎院に卜定。延喜20年（920年）6月8日、病により退下。同年閏6月9日、19歳で死去した。